# 金黄织纹螺
金黄织纹螺（学名：Reticunassa pauperus），是新腹足目织纹螺科Reticunassa属的一种。主要分布于越南、台湾，常栖息在潮间带岩礁。